# エスペランザ・デ・ラ・マール (2001年の病院船)
エスペランザ・デ・ラ・マール（Esperanza del Mar）はスペイン雇用・社会保険省の病院船であり、同型艦は有さない。軍に属さずシビル（民政）部門が運営する稀有な病院船である。艦名はスペイン語で「海の希望」を意味し、本船に更新される形で退役した先代病院船の船名を引き継いでいる。MMSI番号:224731000、IMO船舶識別番号:9220536

## 概要
本船はスペイン雇用・社会保険省が所有・運用する病院船であり、戦争時や自然災害への対応を目的としたものではなく、遠洋漁業の従事者に対する応急医療の提供を目的として建造されている。
軍務に就かない民政省庁に所属する病院船であり、ジュネーブ第2条約に定める狭義の病院船には該当せず、船体にはスペイン独自デザインの赤十字を表し、洋上救急や陸上病院への搬送サービスなどの海洋平和活動に従事している
船首から船尾にかけて研究室、治療室、集中治療室、X線室に加え、火傷患者、感染症患者、精神病患者用隔離室で構成された医療エリアが設けられており、船体後部の中型ヘリコプターを運用可能なヘリポートへ直接アクセスする事が可能となっている。

## 設計
本船はあらゆる漁場、あらゆる気象条件下において、遠洋漁業に従事するスペイン漁船に対し、応急医療と後方支援を与えるための支援船として特別に設計されている。
乗員38名で、医療スタッフは医師2名、看護師1名、看護助手1名のチームを基準としている。乗船医師はすべての診療科目を診察する総合診療医が1ヵ月交代で勤務しており、専門医は乗船していないものの、本船には通信衛星システムを介した衛星画像データ伝送システムによるオンライン診療システムが備えられており、船上の医師チームは海上で活動しながら複雑な症例、手術に関して本土からアドバイスやサポートを受けることが可能となっている。また、薬剤専門家がコーディネーターとして医療従事者のサポートを行っている。
船首から船尾にかけて医療エリアが設けられており、医療エリアから船体後部の中型ヘリコプターを運用可能なヘリポートへ直接アクセスする事が可能となっている。医療設備として研究室、治療室、集中治療室、X線室、処置室に加え、火傷患者、感染症患者、精神病患者用の隔離室を有し、病床は17床を確保している。これにより、大規模な手術はできないが、応急治療は行うことができる設備を備えている。また、災害時には被災者等30名を収容することが可能である。
上記にある通り、本船は通信衛星システムを介した衛星画像データ伝送システムを有しており、手術室にもビデオ会議用の設備が備えられ、船上の医師は緊急手術など重要な医療行為において海軍社会研究所医療無線センター及び中央防衛病院などの陸上の専門医から支援を受けることができる。加えて、陸上病院への緊急搬送が必要な場合、海事安全救助協会 (SASEMAR)の国家調整センターやスペイン空軍のMEDVACの救助ヘリとも同システムをもって連携し、ヘリコプターやボートなどの利用可能な最も適切な手段でもって搬送を実施する
また、緊急時以外における機能として、人道支援物資のコンテナ輸送、放水消火設備や5トンクレーンを備えるとともに、動けなくなった他船を曳航する能力を有している。

## 来歴・運用
本船は、スペイン社会保障担当大臣の命令により、ヒホンに存在する国営イサル造船の軍事部門（現ナバンティア）において、遠方の漁場でスペイン漁船団を支援するための病院船として特別に設計され、2001年に就役した。建造費は21,035,424ユーロ (35億ペセタ) 。
大西洋からアフリカ沖までの広域にわたり漁船団に随伴し、スペイン人のみならず、EU各国、モロッコ、モーリタニア、セネガル等の協定を結んだ国の漁船等についても、事故等が発生した場合の洋上での応急救護を行い、必要があれば陸上病院へ搬送を行っており、それ以外の場合にはコンテナ等を積載し難民支援の食料・水・毛布などの補給物資の輸送や、避難場所としての収容施設としても活動している。また、漁船団に対しスクリューに絡まった網の除去や、潜水作業、電気機器・機械修理の支援活動にも従事している。
具体的な医療支援サービス、後方支援サービスの内容については下記の通り
- 医療支援サービス
  - 無線電話による遠隔医療相談
  - 衛星通信のビデオ通話による遠隔医療相談
  - 船上での外来診療
  - 救助を求める船舶への医療チームの派遣、船内医療施設への入院
  - 軽度の外科的手術
  - ヘリコプターや他の船舶の活用、または本船そのものへの避難
- 後方支援サービス
  - ダイバーによる潜水作業
  - 機械整備支援
  - 電動器材整備支援
  - 電子機材整備支援
  - 他の船の曳航支援
  - 真水の補給
  - 緊急時の燃料補給
  - 当該地域の海軍艦艇との連携